# الدایاه
الدایاه در یمن است که در استان صنعا واقع شده‌است.